# La pietra filosofale (film)
La pietra filosofale (पारश पत्थर Parash Pathar) è un film del 1958 diretto da Satyajit Ray.